# Valeri Chkálov
Valeri Pávlovich Chkálov (en ruso, Валерий Павлович Чкалов) (2 de febrero de 1904 - 15 de diciembre de 1938) fue un piloto de pruebas ruso, Héroe de la Unión Soviética (1936).

## Primeros años
Chkálov nació en Vasiliovo, un pueblo ubicado cerca de Nizhny Nóvgorod. Su padre era calderero y su madre falleció cuando Chkálov tenía seis años de edad. Estudió durante un tiempo en la escuela técnica de Cherepovéts, pero poco tiempo después regresó al hogar paterno para desempeñarse como aprendiz y para trabajar como encargado de abastecimiento de combustible en barcos fluviales. Posteriormente se decidió unirse a la Fuerza Aérea Soviética y en 1924, se graduó como piloto y se unió a un escuadrón de combate. En 1927, Chkálov contrajo matrimonio con Olga Oréjova, una maestra de escuela de Leningrado. A principios de la década de 1930 comenzó a desempeñarse como piloto de pruebas.

## Logros
Chkálov obtuvo numerosos logros en la aviación. Entre 1936 y 1937 participó en varios vuelos de larga distancia, incluyendo uno de 63 horas entre Moscú y Vancouver, Washington, Estados Unidos (vía Polo Norte) en un avión Tupolev ANT-25 (18-20 de junio de 1937), cubriendo una distancia de 8811 kilómetros. El vuelo fue el primero que realizó la ruta aérea polar sin escalas entre Europa y la costa del Pacífico estadounidense.

## Importancia para la Unión Soviética

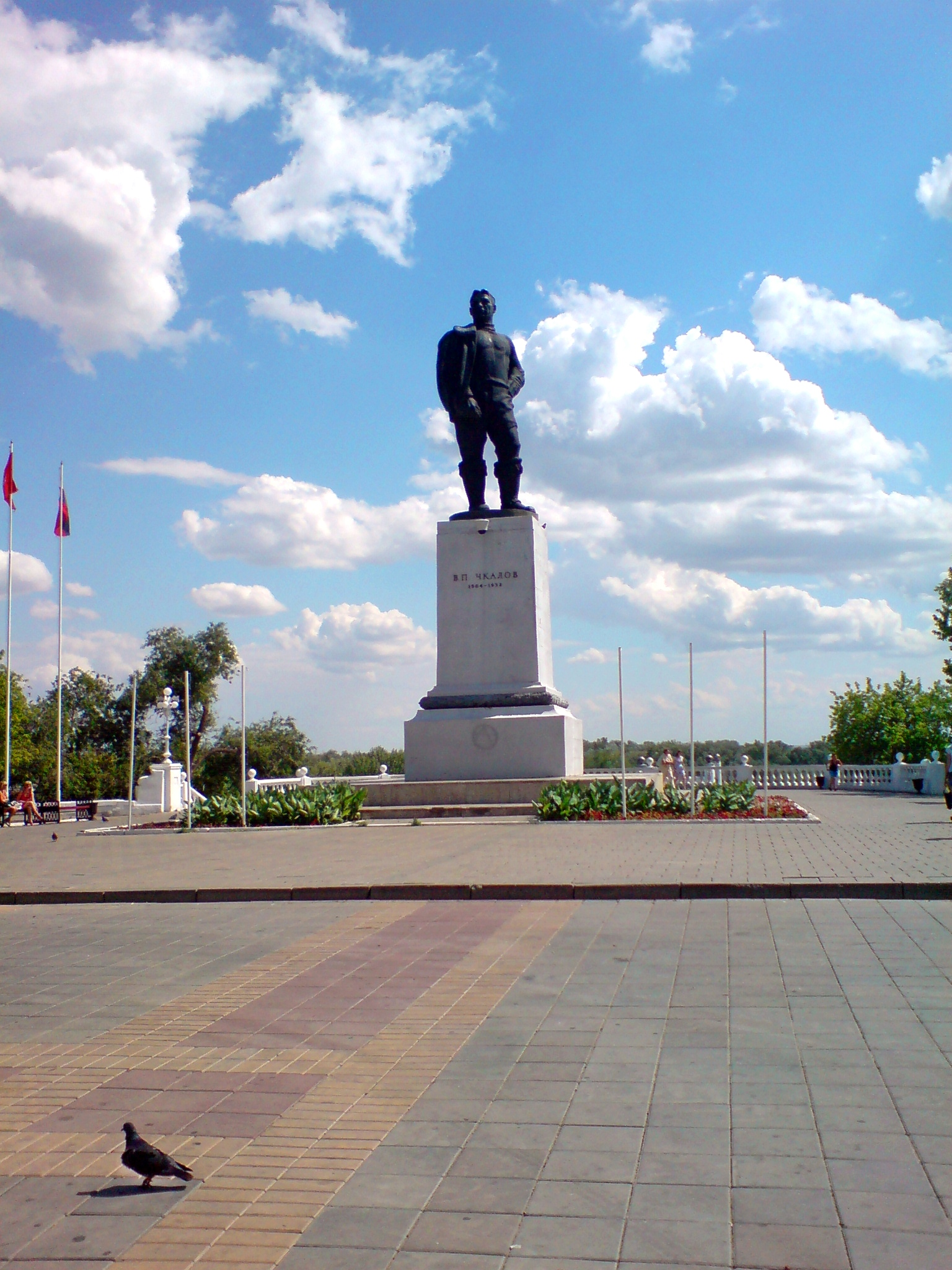
Monumento a Valeri Chkálov en Oremburgo.

La carrera profesional de Chkálov como piloto coincidió con un período de la historia soviética donde la aviación era el segundo símbolo cultural más importante del país, solo por detrás de la figura de Iósif Stalin. Durante esta época, el gobierno de la Unión Soviética trataba a los pilotos como celebridades e incluso como deidades. Esta glorificación aplicaba a los pilotos en general, pero se intensificaba aún más en los casos de aquellos que se destacaban por algún logro poco común. Stalin, un hombre célebre por su paranoia hacia cualquier cosa que podría convertirse en su rival, decidió que fomentar la popularidad de los pilotos entre la población no ponía en riesgo político a él ni a su gobierno. Lejos de crear individuos poderosos y potenciales políticos con la capacidad de atraer la lealtad de los ciudadanos descontentos con el régimen estalinista, la motivación para incentivar la popularidad de los pilotos soviéticos tenía dos razones: elevar la moral del pueblo y fortalecer la legitimidad y el poder del gobierno.
La aviación, en particular, fue utilizada para elevar el espíritu de la población por varios motivos: en primer lugar, la Rusia zarista no poseía una fuerza aérea importante, por lo que cualquier tipo de éxito en la aviación podría atribuirse por completo "a las virtudes del bolchevismo". Además, los éxitos de los pilotos soviéticos (publicados por todos los periódicos de la época) ofrecían al público una sensación de superioridad tecnológica sobre el mundo que los rodeaba y sobre la naturaleza misma. 
Stalin creía que exaltar a ciertos pilotos no era peligroso para sus intereses políticos; aunque la prensa resaltaba la habilidad, la fortaleza y la destreza de los aviadores, Stalin era considerado el "verdadero responsable" de las hazañas. Los medios de comunicación hacían hincapié en la relación paternal entre Stalin y sus pilotos. Por ejemplo, Chkálov publicó un artículo titulado "Nuestro padre" poco después de convertirse en la primera persona en volar desde Moscú hasta los Estados Unidos atravesando el Polo Norte. En su artículo, dejaba claro de manera explícita que "él (por Stalin) es nuestro padre". El rol de Stalin como figura paternal (y la naturaleza implícita de los pilotos como sus 'hijos espirituales') reforzaba la idea de que la responsabilidad de los logros en aviación era de Stalin. Este punto se veía reforzado por "relatos que le daban crédito a Stalin por la mayoría de las iniciativas y la planificación de vuelos importantes, incluyendo su disposición para escuchar las ideas de los aviadores soviéticos, su demarcación las rutas de los pilotos, su determinación de quiénes volarían y su autorización final". Los pilotos soviéticos más importantes (que se convertían en figuras de culto) gozaban además de un gran éxito personal, lo que incluía una compensación monetaria y otros beneficios dentro de la estructura de la Unión Soviética; por lo tanto, tenían un fuerte incentivo para mantenerse fieles al régimen. Stalin deseaba utilizar este sistema de glorificación de los pilotos como un medio para promocionar un tipo de modelo a seguir para el pueblo soviético. Las identidades públicas de los héroes aviadores de la URSS representarían la concepción estalinista del "nuevo hombre soviético": alguien que se encontraba más allá de los entramados mundanos de la política y que era, más bien, amo de la naturaleza y un héroe "individual y por siempre joven".
El papel que representaban los pilotos soviéticos en la sociedad de su país no solo era constructivo: también servía como distracción. Algunos de los vuelos más promocionados coincidían con las purgas. Las alabanzas a los victoriosos aviadores (y, por lo tanto, a Stalin) se intensificaban en los momentos en que más atención del público y revisión de sus acusaciones necesitaban las víctimas de las purgas. La distracción constituía un ataque directo hacia las víctimas más reconocidas de las purgas, que eran comparadas de manera desfavorable con los pilotos.
Chkálov, por su parte, tuvo el honor de ser considerado "el piloto más famoso de la Unión Soviética". Su historia de vida (tal como la narraba el gobierno) refleja los atributos del "nuevo hombre soviético" de Stalin: apolítico, por siempre joven (falleció en un accidente a los 34 años), amo de la naturaleza y tan preocupado por el bien mayor (la integridad de su aeronave experimental) como por su propia vida. El gobierno, de manera atípica, destacó la iniciativa personal de Chkálov, es decir, su juvenil desprecio por la autoridad, lo que denota un tipo especial de dualidad en una sociedad donde el bien colectivo debía ser recompensado por encima de la iniciativa personal. En palabras de John McCannon, “Chkálov era un aviador instintivo brillante, que prefería apoyarse en corazonadas y en sus reflejos antes que en la metodología estándar o los instrumentos de vuelo. También era un temerario que despreciaba la autoridad". El enfoque pretendido, entonces, no era la desobediencia juvenil (por lo cual fue castigado y tuvo que disculparse), sino el uso de su instinto. Chkálov, como un súper hombre, tenía una gran intuición que utilizaba con eficiencia, algo valorado en el nuevo hombre soviético. Sin embargo, este instinto estaba incompleto sin un sentido de "madurez y autodisciplina". Una historia que circulaba en la época aseguraba que Chkálov, al ver a un niño peleando con una niña, le había dicho que dejase de pelear y que enfocase su energía en sus estudios. El niño había aceptado el consejo y se había convertido en un hombre exitoso gracias a él. El punto de la historia era mostrar que aunque Chkálov era un temerario, "al convertirse en héroe, había obtenido no solo sabiduría, sino también la capacidad de transmitir esa sabiduría a terceros". Esta mezcla de valentía y madurez era el modelo que Stalin quería transmitir como ideal: su concepción del nuevo hombre soviético.

## Fallecimiento

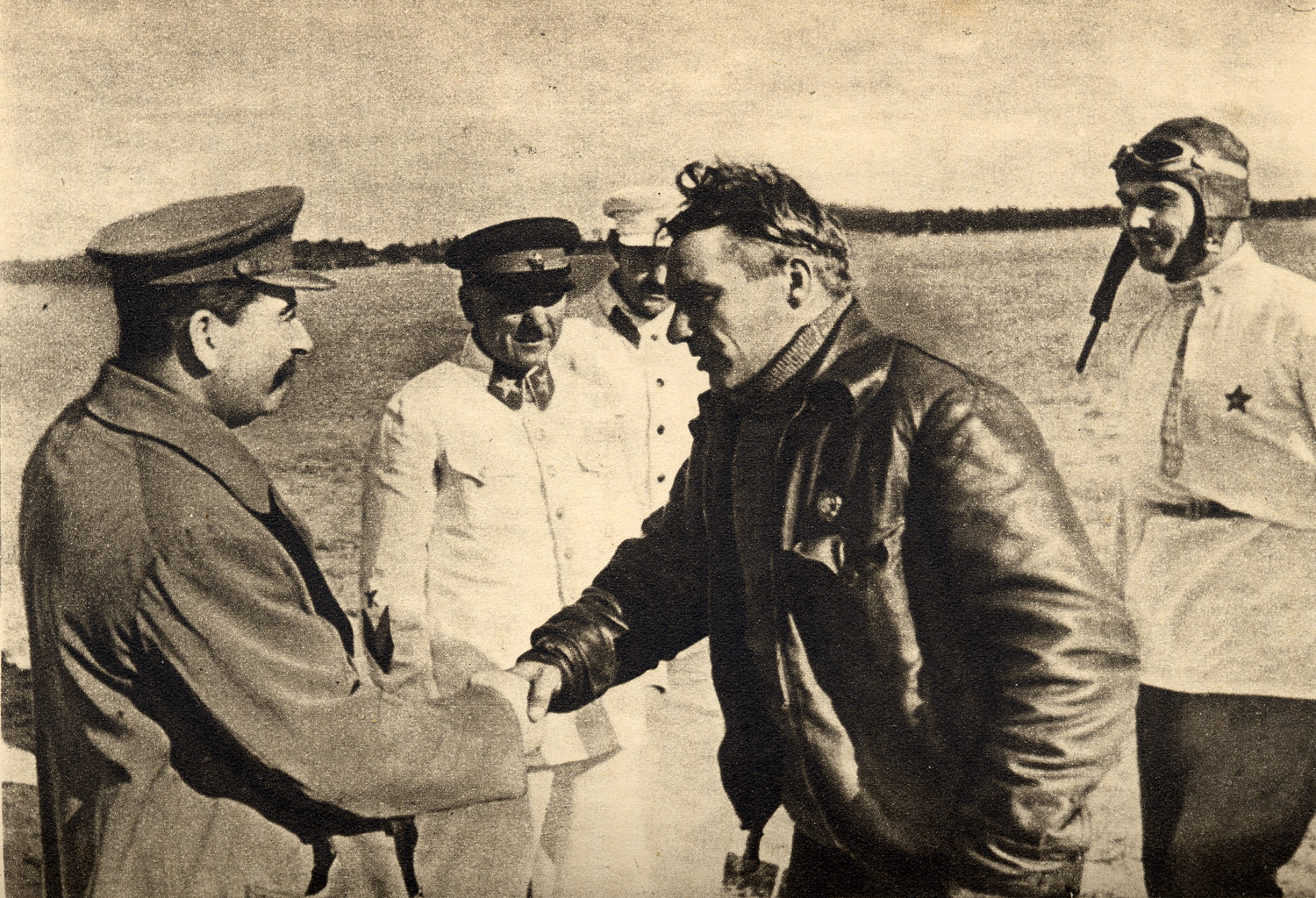
Chkálov en un encuentro con Iósif Stalin.

Chkálov falleció el 15 de diciembre de 1938, mientras pilotaba un prototipo del avión de combate Polikárpov I-180 que se estrelló durante un vuelo de prueba. La serie de eventos que condujeron al accidente no es clara. Ni Nikolái Polikárpov ni Dmitri Tomashévich habían aprobado el vuelo, y ninguno de los dos había firmado la orden de que el prototipo saliese de fábrica. Sin embargo, Chkálov despegó y realizó un circuito a baja altura alrededor del campo aéreo. Para el segundo circuito, Chkálov voló un poco más lejos, y se elevó a más de dos mil metros de altura, aunque el plan de vuelo prohibía exceder los seiscientos metros. En apariencia, Chkálov calculó de forma errónea su aterrizaje, y cuando intentó corregir la orientación de la aeronave, el motor falló. El piloto logró evitar la colisión con varios edificios, pero se estrelló contra unos cables de red y salió despedido de la cabina de mando con numerosas heridas graves. Falleció dos horas después. Sus cenizas están sepultadas en el Kremlin de Moscú. 
La investigación oficial del gobierno llegó a la conclusión de que el motor falló porque se enfrió demasiado por la falta de cowl flaps. Otros hipotetizaron que Chkálov había accionado la palanca demasiado rápido, ahogando el motor. Como resultado del accidente, Tomashévich y otros oficiales, incluyendo al director del Departamento de Industria de la Armada, S. Belyakin, quien habría adelantado el primer vuelo, fueron arrestados. Años más tarde, el piloto de pruebas Mijaíl Grómov culpó a los diseñadores por la falla del motor y al mismo fallecido por desviarse del plan de vuelo. El hijo de Chkálov declaró que en los meses anteriores al deceso de su padre había existido un plan para asesinarlo, pero las circunstancias del vuelo hacen poco probable un atentado. Pese a las opiniones de algunos, después de la muerte de Chkálov la reputación de Polikárpov con Stalin se mantuvo intacta, y el primero siguió trabajando como diseñador de aeronaves.

## Legado
Se le rindió un funeral de Estado con honores de Héroe, y sus restos fueron sepultados en la Necrópolis de la Muralla del Kremlin de Moscú.
Vasiliovo, el pueblo donde nació Chkálov, actualmente se llama Chkálovsk en su honor (óblast de Nizhni Nóvgorod). La ciudad de Oremburgo llevó el nombre Chkálov entre 1938 y 1957. En Moscú hubo durante un tiempo una calle Chkálov, luego renombrada como Zemlyanoy Val; en otras partes del país siguen existiendo calles con el nombre del piloto. Una de las escaleras que conducen al río Volga en Nizhny Nóvgorod fue nombrada en honor a Chkálov y alberga también una estatua del aviador en su parte superior. Desde la década de 1970, una calle en Vancouver, Washington fue renombrada para honorar al piloto.
En los subterráneos de Moscú, San Petersburgo, Ekaterimburgo y Nizhny Nóvgorod existen estaciones llamadas Chkálovskaya.